# Halting-problemet
Halting-problemet er et problem indenfor komputabilitetsteori. Problemet lyder:

"Eksisterer der en algoritme i Turing-maskinens komputationelle klasse, som kan afgøre, om en algoritme fra Turing-maskinens komputationelle klasse nogensinde stopper med et givet input?"

Alan Turing beviste i 1936 at en sådan algoritme ikke eksisterede i Turing-maskinens komputationelle klasse.